# Пуерто Мадеро Стрийт Съркит
Пуерто Мадеро Стрийт Съркит (Puerto Madero Street Circuit) е градска писта, разположена на улиците на Буенос Айрес, Аржентина.
Предназначена е за стартове от календара на Формула Е. Дълга е 2,44 км и има 12 завоя. Дизайнът ѝ е дело на Сантиаго Гарсия Ремохи. Разположена е в най-новия административен район на града Пуерто Мадеро. Първият старт на пистата е на 10 януари 2015 г.

## Победители
| Година | Победител              | Отбор              | Време (Об.)    | Най-бърза обиколка | Пол позишън     | Дата        |
| ------ | ---------------------- | ------------------ | -------------- | ------------------ | --------------- | ----------- |
| 2015   | Антонио Феликс да Коща | Амлин Агури        | 48:52.100 (35) | Сам Бърд           | Себастиен Буеми | 10 януари   |
| 2016   | Сам Бърд               | DS Върджин Рейсинг | 45:28.385 (35) | Жером Д'Амброзио   | Сам Бърд        | 6 февруари  |
| 2017   | Себастиен Буеми        | Рено е.дамс        | 45:45.623 (37) | Феликс Розенквист  | Лукас ди Граси  | 18 февруари |